# Голд, Гари
Гари Голд (англ. Gary Gold; род. 22 ноября 1946 г.) — советский и американский композитор, музыкант (саксофон) и исполнитель в жанре эстрадного шансона.

## Биография
Гари Голд родился в Москве, в буквальном смысле на улице. Когда его родители пришли в выбранный роддом, то он оказался расформирован, а пока искали другой — произошли роды. Семья жила на Чистых прудах. Параллельно с общеобразовательной школой, Гари окончил и музыкальную, первые песни написал в возрасте четырнадцати лет. С 1961 по 1965 год учился Машиностроительный техникум имени Феликса Дзержинского, в 1970 году Гари Голд окончил Московский автомеханический институт. Уже учась в техникуме, музыкант стал членом МОМА (московское объединение музыкальных ансамблей), играл в оркестре Юрия Силантьева, записывался на радио. Так же работал в ресторанах ВДНХ, «Звездный», «Останкино», «Сатурн» и ресторан гостиницы «Россия».

## Эмиграция в США
Гари Голд эмигрировал в США в 1972 году, полгода жил в Италии, где ему удалось поработать с такими музыкантами, как Арт Фармер (труба) и пианистом Романо Муссолини (сыном диктатора). В 1973 году Гари приехал в Чикаго, где прожил около десяти лет. С 1974 по 1979 — обучался в университете Лайолы, окончил инструментально-композиторский факультет.
В 1982 году Гари Голд переехал в Лос-Анджелес, где много выступает в ночных клубах и на больших концертных площадках, как исполнитель и музыкант в жанрах эстрады, шансона и джаза. В 1991 году стал инициатором концерта и записи альбома «Табор» («Русский звезды Америки»), где написал музыку для всех песен. Альбом издавался в двух версиях в США и в России, имел большой успех у знатоков жанра. Песни Гари Голда есть в репертуаре Михаила Шуфутинского, Анатолия Могилевского, Любы Успенской (прежде всего, знаменитый «Кабриолет» и многие песни из альбома «Экспресс в Монте-Карло»), Аллы Пугачевой (песня «Россия» звучала на «Песне года» и в «Рождественских встречах»), Светланы Портнянской и многих других. Голд — Лауреат «Песни года» за песни «Кабриолет» (1995 г.) и «Россия» 1993 г.). Сам музыкант любит итальянскую и бразильскую музыку, джаз.
Прожив 25 лет в Москве, в 1972 году выехал на постоянное жительство в США. Живёт в Лос-Анжелесе в штате Калифорния и все эти годы занимается музыкальной и композиторской деятельностью. Где и пишет песни музыку и хиты: «Кабриолет», «Банкет», «Монте Карло», «Пропади ты пропадом», «Джигярь», «Табор», «Хулиганка», «Зеркала», «Россия», «Шереметьево», «Стойте так, мы всё уладим» и несколько сотен других.
Выступает и гастролирует в многих городах и странах со своими и другими популярными песнями (вокалист, ведущий — тамада, с неразлучным саксофоном и другими любимыми инструментами).
Его соавторы: Вилли Токарев, Илья Резник, Михаил Танич и другие талантливые поэты.
Песни Гари Голда поют: Алла Пугачёва, Любовь Успенская, Михаил Шуфутинский, Александр Маршал, Светлана Портнянская, Анатолий Могилевский, Сёстры Роуз, Маша Распутина, Борис Страхов и многие, многие другие.
Музыка Гари Голда звучит на радио, телевизионных сериалах и кино во многих странах мира (Россия, США, Канада, Бельгия, Германия, Швеция и т. д.).
Трижды лауреат конкурса «Песня года» и многих международных фестивалей.

## Личная жизнь
Женат.

## Дискография
- 1991 г. Табор (русские звезды в Америке)
- 1993 г. Экспресс в Монте-Карло (для Любы Успенской)
- 1994 г. Табор (российское издание)
- 1996 г. Папа
- 1996 г. Gary Gold Special
- 1998 г. Кабриолет из Монте-Карло
- 2008 г. А я сяду в кабриолет
- 2009 г. Gary Gold In Las Vegas